# Maleisië op de Olympische Zomerspelen 1968
Maleisië nam deel aan de Olympische Zomerspelen 1968 in Mexico-Stad, Mexico. De tweede deelname eindigde net als de eerste zonder een medaille.

## Deelnemers en resultaten
(m) = mannen, (v) = vrouwen 

### Atletiek
| Olympiër                                                              | Discipline      | Resultaat | Prestatie                                                                            |
| --------------------------------------------------------------------- | --------------- | --------- | ------------------------------------------------------------------------------------ |
| Mani Jegathesan                                                       | 100m (m)        | 22e       | serie 6: 3de in 10,35 kwartfinale 3: 6de in 10,38                                    |
| Rajalingam Gunaratnam                                                 | 200m (m)        | 30e       | serie 6: 4de in 21,58 kwartfinale 2: 8ste in 21,52                                   |
| Mani Jegathesan                                                       | 200m (m)        | 16e       | serie 1: 3de in 20,92 (NR) kwartfinale 1: 4de in 21,01 halve finale 2: 8ste in 21,05 |
| Victor Asirvatham                                                     | 400m (m)        | 50e       | serie 2: 6de in 48,02                                                                |
| Ramasamy Subramaniam                                                  | 800m (m)        | 26e       | serie 2: 4de in 1.50,8                                                               |
| Ramasamy Subramaniam                                                  | 1500m (m)       | 45e       | serie 2: 9de in 4.06,49                                                              |
| Ishtiaq Mubarak                                                       | 110m horden (m) | 22e       | serie 2: 6de in 14,36                                                                |
| Zambrose Abdul Rahman                                                 | 400m horden (m) | 29e       | serie 3: 8ste in 53,2                                                                |
| Mani Jegathesan Ooi Hock Lim Rajalingam Gunaratnam Tambusamy Krishnan | 4x100m (m)      | 13e       | serie 3: 4de in 40,6 halve finale 1: 8ste in 40,8                                    |
| Nashatar Singh Sidhu                                                  | verspringen (m) | 29e       | kwalificatie: 29ste met 7,29m                                                        |
| Anthony Chong                                                         | speerwerpen (m) | 23e       | kwalificatie groep B: 9de met 70,70m                                                 |

### Gewichtheffen
| Olympiër         | Discipline  | Resultaat | Prestatie                                                                                 |
| ---------------- | ----------- | --------- | ----------------------------------------------------------------------------------------- |
| Eun Tin Loy      | -67,5kg (m) | 18e       | drukken: 16de met 110kg trekken: 18de met 95kg stoten: 16de met 142,5kg totaal: 347,5kg   |
| Leong Chim Seong | -90kg (m)   | 19e       | drukken: 14de met 142,5kg trekken: 20ste met 120kg stoten: 19de met 160kg totaal: 422,5kg |

### Hockey
| Olympiër | Discipline | Resultaat | Prestatie |
| --- | ---------- | --------- | --- |
| Ho Koh Chye Francis Belavantheran Sri Shanmuganathan Michael Arulraj Kunaratnam Alagaratnam Ameenuddin bin Mohamed Ibrahim Joseph Johnson Savinder Singh Arumugam Sabapathy Yang Siow Ming Koh Hock Seng Harnahal Singh Sewa Koh Chong Jin Shamuganathan Jeevajothy Rajaratnam Yogeswaran Kuldip Singh Uijeer Loong Whey Pyu | mannen     | 15e       | groep B: 8ste G van Frankrijk: 0-0 G van Kenia: 1-1 G van Argentinië: 1-1 V van Australië: 0-3 V van Nederland: 0-1 V van Pakistan: 0-4 V van Groot-Brittannië: 0-2 15-16de plek: W van Mexico: 1-0 |

| Groep B |                  |             |             |             |             |            |            |            |        |
| #       | Land             | Wedstrijden | Wedstrijden | Wedstrijden | Wedstrijden | Doelpunten | Doelpunten | Doelpunten | Punten |
| #       | Land             | G           | W           | G           | V           | V          | T          | Saldo      | Punten |
| 1       | Pakistan         | 7           | 7           | 0           | 0           | 23         | 4          | +19        | 14     |
| 2       | Australië        | 7           | 4           | 1           | 2           | 12         | 5          | +7         | 9      |
| 3       | Kenia            | 7           | 4           | 1           | 2           | 11         | 6          | +5         | 9      |
| 4       | Nederland        | 7           | 4           | 0           | 3           | 11         | 11         | 0          | 8      |
| 5       | Frankrijk        | 7           | 2           | 1           | 4           | 2          | 5          | −3         | 5      |
| 6       | Groot-Brittannië | 7           | 2           | 1           | 4           | 6          | 8          | −2         | 5      |
| 7       | Argentinië       | 7           | 1           | 1           | 5           | 4          | 20         | −16        | 3      |
| 8       | Maleisië         | 7           | 0           | 3           | 4           | 2          | 12         | −10        | 3      |

| Ronde          | Datum       | Plaats           | Land | Score      | Land |
| -------------- | ----------- | ---------------- | ---- | ---------- | ---- |
| Groepsfase     |             |                  |      |            |      |
| 13 oktober     | Mexico-Stad | Maleisië         | 0-0  | Frankrijk  |      |
| 14 oktober     | Mexico-Stad | Maleisië         | 1-1  | Kenia      |      |
| 16 oktober     | Mexico-Stad | Maleisië         | 1-1  | Argentinië |      |
| 17 oktober     | Mexico-Stad | Australië        | 3-0  | Maleisië   |      |
| 19 oktober     | Mexico-Stad | Nederland        | 1-0  | Maleisië   |      |
| 20 oktober     | Mexico-Stad | Pakistan         | 4-0  | Maleisië   |      |
| 21 oktober     | Mexico-Stad | Groot-Brittannië | 2-0  | Maleisië   |      |
| 15-16de plaats |             |                  |      |            |      |
| 23 oktober     | Mexico-Stad | Maleisië         | 1-0  | Mexico     |      |

### Wielersport
| Olympiër     | Discipline       | Resultaat | Prestatie      |
| ------------ | ---------------- | --------- | -------------- |
| Ng Joo Pong  | wegwedstrijd (m) | DNF       | niet gefinisht |
| Johari Ramli | wegwedstrijd (m) | DNF       | niet gefinisht |

Afghanistan · Algerije · Amerikaanse Maagdeneilanden · Argentinië · Australië · Bahama's · Barbados · België · Bermuda · Birma · Bolivia · Bondsrepubliek Duitsland · Brazilië · Brits-Honduras · Bulgarije · Canada · Centraal-Afrikaanse Republiek · Ceylon · Chili · Colombia · Congo-Kinshasa · Costa Rica · Cuba · Denemarken · Dominicaanse Republiek · Duitse Democratische Republiek · Ecuador · El Salvador · Ethiopië · Fiji · Filipijnen · Finland · Frankrijk · Ghana · Griekenland · Groot-Brittannië · Guatemala · Guinee · Guyana · Honduras · Hongarije · Hongkong · Ierland · IJsland · India · Indonesië · Irak · Iran · Israël · Italië · Ivoorkust · Jamaica · Japan · Joegoslavië · Kameroen · Kenia · Koeweit · Libanon · Libië · Liechtenstein · Luxemburg · Madagaskar · Maleisië · Mali · Malta · Marokko · Mexico · Monaco · Mongolië · Nederland · Nederlandse Antillen · Nicaragua · Nieuw-Zeeland · Niger · Nigeria · Noorwegen · Oeganda · Oostenrijk · Pakistan · Panama · Paraguay · Peru · Polen · Portugal · Puerto Rico · Roemenië · San Marino · Senegal · Sierra Leone · Singapore · Soedan · Sovjet-Unie · Spanje · Suriname · Syrië · Taiwan · Tanzania · Thailand · Trinidad en Tobago · Tunesië · Turkije · Tsjaad · Tsjecho-Slowakije · Uruguay · Venezuela · Verenigde Arabische Republiek · Verenigde Staten · Vietnam · Zambia · Zuid-Korea · Zweden · Zwitserland